# Coughlin Campanile
Le Coughlin Campanile  est un campanile édifié en 1929 sur le campus de l'université d'État du Dakota du Sud à Brookings, Dakota du Sud. C'est un cadeau à l'université de Charles Coughlin, diplômé en 1909.
Le campanile est inscrit au Registre national des lieux historiques.